# 1733
Portal Geschichte | Portal Biografien | Aktuelle Ereignisse | Jahreskalender | Tagesartikel

◄ |
17. Jahrhundert |
18. Jahrhundert
| 19. Jahrhundert | ►

◄ |
1700er |
1710er |
1720er |
1730er
| 1740er | 1750er | 1760er | ►

◄◄ |
◄ |
1729 |
1730 |
1731 |
1732 |
1733
| 1734 | 1735 | 1736 | 1737 | ► | ►►
Staatsoberhäupter  · Nekrolog   · Musikjahr
| Januar | Januar | Januar | Januar | Januar | Januar | Januar | Januar |
| Kw     | Mo     | Di     | Mi     | Do     | Fr     | Sa     | So     |
| ------ | ------ | ------ | ------ | ------ | ------ | ------ | ------ |
| 1      |        |        |        | 1      | 2      | 3      | 4      |
| 2      | 5      | 6      | 7      | 8      | 9      | 10     | 11     |
| 3      | 12     | 13     | 14     | 15     | 16     | 17     | 18     |
| 4      | 19     | 20     | 21     | 22     | 23     | 24     | 25     |
| 5      | 26     | 27     | 28     | 29     | 30     | 31     |        |

| Februar | Februar | Februar | Februar | Februar | Februar | Februar | Februar |
| Kw      | Mo      | Di      | Mi      | Do      | Fr      | Sa      | So      |
| ------- | ------- | ------- | ------- | ------- | ------- | ------- | ------- |
| 5       |         |         |         |         |         |         | 1       |
| 6       | 2       | 3       | 4       | 5       | 6       | 7       | 8       |
| 7       | 9       | 10      | 11      | 12      | 13      | 14      | 15      |
| 8       | 16      | 17      | 18      | 19      | 20      | 21      | 22      |
| 9       | 23      | 24      | 25      | 26      | 27      | 28      |         |

| März | März | März | März | März | März | März | März |
| Kw   | Mo   | Di   | Mi   | Do   | Fr   | Sa   | So   |
| ---- | ---- | ---- | ---- | ---- | ---- | ---- | ---- |
| 9    |      |      |      |      |      |      | 1    |
| 10   | 2    | 3    | 4    | 5    | 6    | 7    | 8    |
| 11   | 9    | 10   | 11   | 12   | 13   | 14   | 15   |
| 12   | 16   | 17   | 18   | 19   | 20   | 21   | 22   |
| 13   | 23   | 24   | 25   | 26   | 27   | 28   | 29   |
| 14   | 30   | 31   |      |      |      |      |      |

| April | April | April | April | April | April | April | April |
| Kw    | Mo    | Di    | Mi    | Do    | Fr    | Sa    | So    |
| ----- | ----- | ----- | ----- | ----- | ----- | ----- | ----- |
| 14    |       |       | 1     | 2     | 3     | 4     | 5     |
| 15    | 6     | 7     | 8     | 9     | 10    | 11    | 12    |
| 16    | 13    | 14    | 15    | 16    | 17    | 18    | 19    |
| 17    | 20    | 21    | 22    | 23    | 24    | 25    | 26    |
| 18    | 27    | 28    | 29    | 30    |       |       |       |

| Mai | Mai | Mai | Mai | Mai | Mai | Mai | Mai |
| Kw  | Mo  | Di  | Mi  | Do  | Fr  | Sa  | So  |
| --- | --- | --- | --- | --- | --- | --- | --- |
| 18  |     |     |     |     | 1   | 2   | 3   |
| 19  | 4   | 5   | 6   | 7   | 8   | 9   | 10  |
| 20  | 11  | 12  | 13  | 14  | 15  | 16  | 17  |
| 21  | 18  | 19  | 20  | 21  | 22  | 23  | 24  |
| 22  | 25  | 26  | 27  | 28  | 29  | 30  | 31  |

| Juni | Juni | Juni | Juni | Juni | Juni | Juni | Juni |
| Kw   | Mo   | Di   | Mi   | Do   | Fr   | Sa   | So   |
| ---- | ---- | ---- | ---- | ---- | ---- | ---- | ---- |
| 23   | 1    | 2    | 3    | 4    | 5    | 6    | 7    |
| 24   | 8    | 9    | 10   | 11   | 12   | 13   | 14   |
| 25   | 15   | 16   | 17   | 18   | 19   | 20   | 21   |
| 26   | 22   | 23   | 24   | 25   | 26   | 27   | 28   |
| 27   | 29   | 30   |      |      |      |      |      |

| Juli | Juli | Juli | Juli | Juli | Juli | Juli | Juli |
| Kw   | Mo   | Di   | Mi   | Do   | Fr   | Sa   | So   |
| ---- | ---- | ---- | ---- | ---- | ---- | ---- | ---- |
| 27   |      |      | 1    | 2    | 3    | 4    | 5    |
| 28   | 6    | 7    | 8    | 9    | 10   | 11   | 12   |
| 29   | 13   | 14   | 15   | 16   | 17   | 18   | 19   |
| 30   | 20   | 21   | 22   | 23   | 24   | 25   | 26   |
| 31   | 27   | 28   | 29   | 30   | 31   |      |      |

| August | August | August | August | August | August | August | August |
| Kw     | Mo     | Di     | Mi     | Do     | Fr     | Sa     | So     |
| ------ | ------ | ------ | ------ | ------ | ------ | ------ | ------ |
| 31     |        |        |        |        |        | 1      | 2      |
| 32     | 3      | 4      | 5      | 6      | 7      | 8      | 9      |
| 33     | 10     | 11     | 12     | 13     | 14     | 15     | 16     |
| 34     | 17     | 18     | 19     | 20     | 21     | 22     | 23     |
| 35     | 24     | 25     | 26     | 27     | 28     | 29     | 30     |
| 36     | 31     |        |        |        |        |        |        |

| September | September | September | September | September | September | September | September |
| Kw        | Mo        | Di        | Mi        | Do        | Fr        | Sa        | So        |
| --------- | --------- | --------- | --------- | --------- | --------- | --------- | --------- |
| 36        |           | 1         | 2         | 3         | 4         | 5         | 6         |
| 37        | 7         | 8         | 9         | 10        | 11        | 12        | 13        |
| 38        | 14        | 15        | 16        | 17        | 18        | 19        | 20        |
| 39        | 21        | 22        | 23        | 24        | 25        | 26        | 27        |
| 40        | 28        | 29        | 30        |           |           |           |           |

| Oktober | Oktober | Oktober | Oktober | Oktober | Oktober | Oktober | Oktober |
| Kw      | Mo      | Di      | Mi      | Do      | Fr      | Sa      | So      |
| ------- | ------- | ------- | ------- | ------- | ------- | ------- | ------- |
| 40      |         |         |         | 1       | 2       | 3       | 4       |
| 41      | 5       | 6       | 7       | 8       | 9       | 10      | 11      |
| 42      | 12      | 13      | 14      | 15      | 16      | 17      | 18      |
| 43      | 19      | 20      | 21      | 22      | 23      | 24      | 25      |
| 44      | 26      | 27      | 28      | 29      | 30      | 31      |         |

| November | November | November | November | November | November | November | November |
| Kw       | Mo       | Di       | Mi       | Do       | Fr       | Sa       | So       |
| -------- | -------- | -------- | -------- | -------- | -------- | -------- | -------- |
| 44       |          |          |          |          |          |          | 1        |
| 45       | 2        | 3        | 4        | 5        | 6        | 7        | 8        |
| 46       | 9        | 10       | 11       | 12       | 13       | 14       | 15       |
| 47       | 16       | 17       | 18       | 19       | 20       | 21       | 22       |
| 48       | 23       | 24       | 25       | 26       | 27       | 28       | 29       |
| 49       | 30       |          |          |          |          |          |          |

| Dezember | Dezember | Dezember | Dezember | Dezember | Dezember | Dezember | Dezember |
| Kw       | Mo       | Di       | Mi       | Do       | Fr       | Sa       | So       |
| -------- | -------- | -------- | -------- | -------- | -------- | -------- | -------- |
| 49       |          | 1        | 2        | 3        | 4        | 5        | 6        |
| 50       | 7        | 8        | 9        | 10       | 11       | 12       | 13       |
| 51       | 14       | 15       | 16       | 17       | 18       | 19       | 20       |
| 52       | 21       | 22       | 23       | 24       | 25       | 26       | 27       |
| 53       | 28       | 29       | 30       | 31       |          |          |          |

| Januar | Januar | Januar | Januar | Januar | Januar | Januar | Januar |
| Kw     | Mo     | Di     | Mi     | Do     | Fr     | Sa     | So     |
| ------ | ------ | ------ | ------ | ------ | ------ | ------ | ------ |
| 1      |        |        |        | 1      | 2      | 3      | 4      |
| 2      | 5      | 6      | 7      | 8      | 9      | 10     | 11     |
| 3      | 12     | 13     | 14     | 15     | 16     | 17     | 18     |
| 4      | 19     | 20     | 21     | 22     | 23     | 24     | 25     |
| 5      | 26     | 27     | 28     | 29     | 30     | 31     |        |

| Februar | Februar | Februar | Februar | Februar | Februar | Februar | Februar |
| Kw      | Mo      | Di      | Mi      | Do      | Fr      | Sa      | So      |
| ------- | ------- | ------- | ------- | ------- | ------- | ------- | ------- |
| 5       |         |         |         |         |         |         | 1       |
| 6       | 2       | 3       | 4       | 5       | 6       | 7       | 8       |
| 7       | 9       | 10      | 11      | 12      | 13      | 14      | 15      |
| 8       | 16      | 17      | 18      | 19      | 20      | 21      | 22      |
| 9       | 23      | 24      | 25      | 26      | 27      | 28      |         |

| März | März | März | März | März | März | März | März |
| Kw   | Mo   | Di   | Mi   | Do   | Fr   | Sa   | So   |
| ---- | ---- | ---- | ---- | ---- | ---- | ---- | ---- |
| 9    |      |      |      |      |      |      | 1    |
| 10   | 2    | 3    | 4    | 5    | 6    | 7    | 8    |
| 11   | 9    | 10   | 11   | 12   | 13   | 14   | 15   |
| 12   | 16   | 17   | 18   | 19   | 20   | 21   | 22   |
| 13   | 23   | 24   | 25   | 26   | 27   | 28   | 29   |
| 14   | 30   | 31   |      |      |      |      |      |

| April | April | April | April | April | April | April | April |
| Kw    | Mo    | Di    | Mi    | Do    | Fr    | Sa    | So    |
| ----- | ----- | ----- | ----- | ----- | ----- | ----- | ----- |
| 14    |       |       | 1     | 2     | 3     | 4     | 5     |
| 15    | 6     | 7     | 8     | 9     | 10    | 11    | 12    |
| 16    | 13    | 14    | 15    | 16    | 17    | 18    | 19    |
| 17    | 20    | 21    | 22    | 23    | 24    | 25    | 26    |
| 18    | 27    | 28    | 29    | 30    |       |       |       |

| Mai | Mai | Mai | Mai | Mai | Mai | Mai | Mai |
| Kw  | Mo  | Di  | Mi  | Do  | Fr  | Sa  | So  |
| --- | --- | --- | --- | --- | --- | --- | --- |
| 18  |     |     |     |     | 1   | 2   | 3   |
| 19  | 4   | 5   | 6   | 7   | 8   | 9   | 10  |
| 20  | 11  | 12  | 13  | 14  | 15  | 16  | 17  |
| 21  | 18  | 19  | 20  | 21  | 22  | 23  | 24  |
| 22  | 25  | 26  | 27  | 28  | 29  | 30  | 31  |

| Juni | Juni | Juni | Juni | Juni | Juni | Juni | Juni |
| Kw   | Mo   | Di   | Mi   | Do   | Fr   | Sa   | So   |
| ---- | ---- | ---- | ---- | ---- | ---- | ---- | ---- |
| 23   | 1    | 2    | 3    | 4    | 5    | 6    | 7    |
| 24   | 8    | 9    | 10   | 11   | 12   | 13   | 14   |
| 25   | 15   | 16   | 17   | 18   | 19   | 20   | 21   |
| 26   | 22   | 23   | 24   | 25   | 26   | 27   | 28   |
| 27   | 29   | 30   |      |      |      |      |      |

| Juli | Juli | Juli | Juli | Juli | Juli | Juli | Juli |
| Kw   | Mo   | Di   | Mi   | Do   | Fr   | Sa   | So   |
| ---- | ---- | ---- | ---- | ---- | ---- | ---- | ---- |
| 27   |      |      | 1    | 2    | 3    | 4    | 5    |
| 28   | 6    | 7    | 8    | 9    | 10   | 11   | 12   |
| 29   | 13   | 14   | 15   | 16   | 17   | 18   | 19   |
| 30   | 20   | 21   | 22   | 23   | 24   | 25   | 26   |
| 31   | 27   | 28   | 29   | 30   | 31   |      |      |

| August | August | August | August | August | August | August | August |
| Kw     | Mo     | Di     | Mi     | Do     | Fr     | Sa     | So     |
| ------ | ------ | ------ | ------ | ------ | ------ | ------ | ------ |
| 31     |        |        |        |        |        | 1      | 2      |
| 32     | 3      | 4      | 5      | 6      | 7      | 8      | 9      |
| 33     | 10     | 11     | 12     | 13     | 14     | 15     | 16     |
| 34     | 17     | 18     | 19     | 20     | 21     | 22     | 23     |
| 35     | 24     | 25     | 26     | 27     | 28     | 29     | 30     |
| 36     | 31     |        |        |        |        |        |        |

| September | September | September | September | September | September | September | September |
| Kw        | Mo        | Di        | Mi        | Do        | Fr        | Sa        | So        |
| --------- | --------- | --------- | --------- | --------- | --------- | --------- | --------- |
| 36        |           | 1         | 2         | 3         | 4         | 5         | 6         |
| 37        | 7         | 8         | 9         | 10        | 11        | 12        | 13        |
| 38        | 14        | 15        | 16        | 17        | 18        | 19        | 20        |
| 39        | 21        | 22        | 23        | 24        | 25        | 26        | 27        |
| 40        | 28        | 29        | 30        |           |           |           |           |

| Oktober | Oktober | Oktober | Oktober | Oktober | Oktober | Oktober | Oktober |
| Kw      | Mo      | Di      | Mi      | Do      | Fr      | Sa      | So      |
| ------- | ------- | ------- | ------- | ------- | ------- | ------- | ------- |
| 40      |         |         |         | 1       | 2       | 3       | 4       |
| 41      | 5       | 6       | 7       | 8       | 9       | 10      | 11      |
| 42      | 12      | 13      | 14      | 15      | 16      | 17      | 18      |
| 43      | 19      | 20      | 21      | 22      | 23      | 24      | 25      |
| 44      | 26      | 27      | 28      | 29      | 30      | 31      |         |

| November | November | November | November | November | November | November | November |
| Kw       | Mo       | Di       | Mi       | Do       | Fr       | Sa       | So       |
| -------- | -------- | -------- | -------- | -------- | -------- | -------- | -------- |
| 44       |          |          |          |          |          |          | 1        |
| 45       | 2        | 3        | 4        | 5        | 6        | 7        | 8        |
| 46       | 9        | 10       | 11       | 12       | 13       | 14       | 15       |
| 47       | 16       | 17       | 18       | 19       | 20       | 21       | 22       |
| 48       | 23       | 24       | 25       | 26       | 27       | 28       | 29       |
| 49       | 30       |          |          |          |          |          |          |

| Dezember | Dezember | Dezember | Dezember | Dezember | Dezember | Dezember | Dezember |
| Kw       | Mo       | Di       | Mi       | Do       | Fr       | Sa       | So       |
| -------- | -------- | -------- | -------- | -------- | -------- | -------- | -------- |
| 49       |          | 1        | 2        | 3        | 4        | 5        | 6        |
| 50       | 7        | 8        | 9        | 10       | 11       | 12       | 13       |
| 51       | 14       | 15       | 16       | 17       | 18       | 19       | 20       |
| 52       | 21       | 22       | 23       | 24       | 25       | 26       | 27       |
| 53       | 28       | 29       | 30       | 31       |          |          |          |

## Ereignisse

### Politik und Weltgeschehen

#### Polnischer Thronfolgestreit

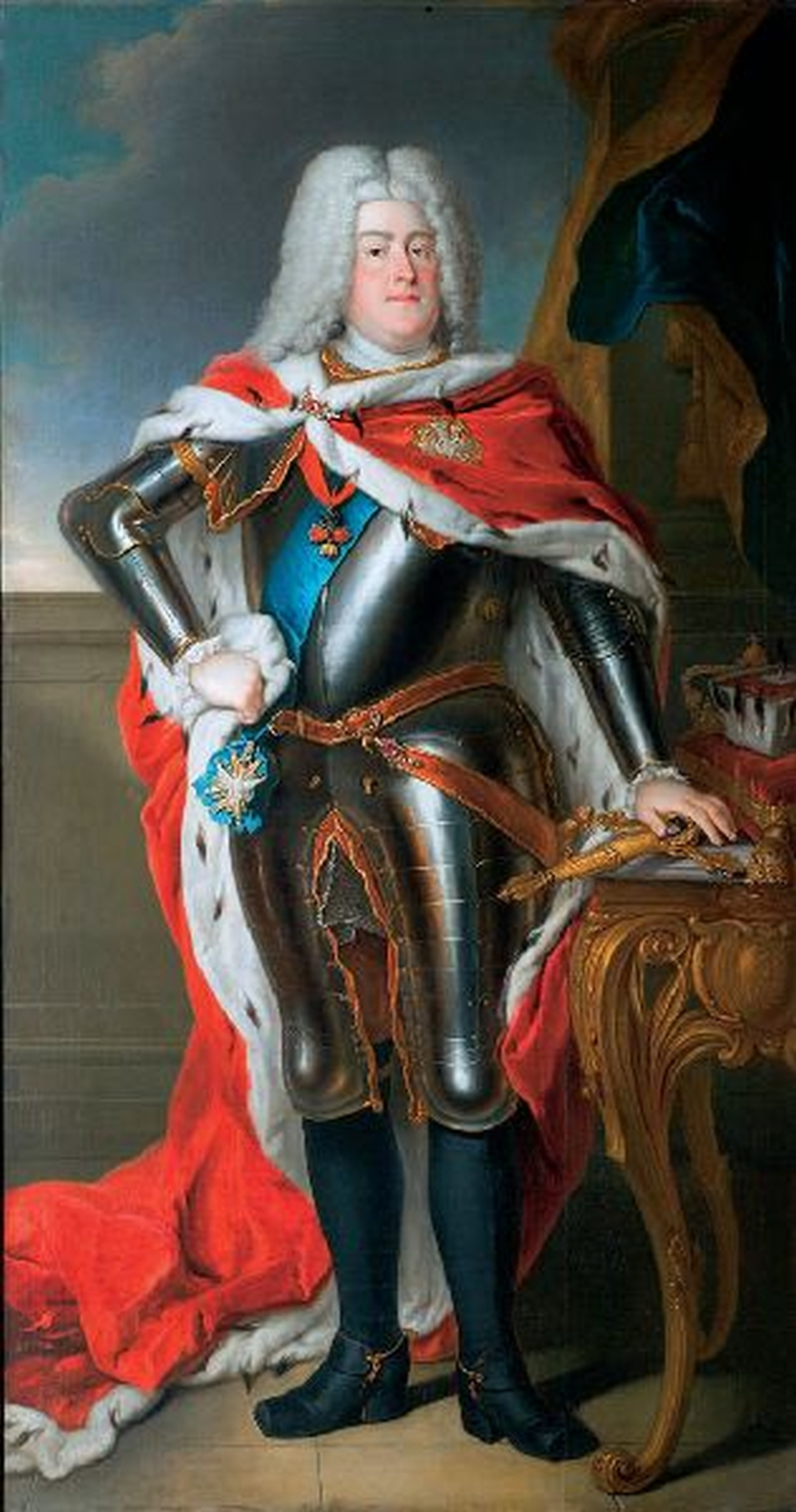
Friedrich August II. von Sachsen

- 1. Februar: Der Tod von König August dem Starken führt zu Thronfolgestreitigkeiten, die noch im selben Jahr in den Polnischen Erbfolgekrieg münden. Im Kurfürstentum Sachsen übernimmt sein Sohn Friedrich August II. die Regentschaft.
- Während Österreich und Russland nach einigem Zögern die Thron-Bestrebungen des sächsischen Kurfürsten Friedrich August II. und damit den Fortbestand der Personalunion Sachsen-Polen unterstützen, will Frankreich den früheren polnischen König Stanislaus Leszczyński, den Schwiegervater Ludwigs XV., wieder als König einsetzen. In einem geheimen Vertrag zu Wien vom 16. Juli sagt Kaiser Karl VI. Friedrich August II. seine Unterstützung zu und erhält dafür von Sachsen die Anerkennung der Pragmatischen Sanktion.

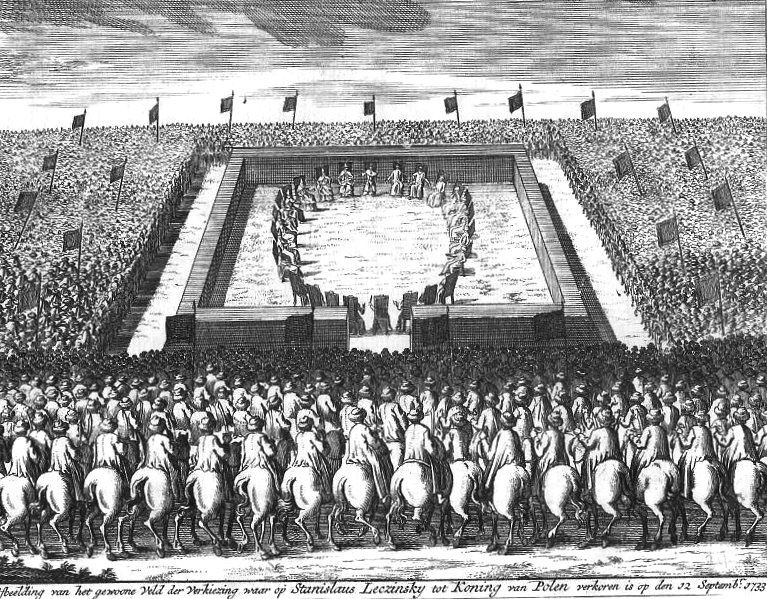
Die zweite Wahl Stanislaus Leszczyńskis

- 12. September: Eine große Konföderation polnischer Adeliger unter Führung des Interrex Kardinalprimas Theodor Andreas Potocki wählt in einer Freien Wahl den aus dem französischen Exil zurückgekehrten Stanislaus I. Leszczyński neuerlich zum König von Polen.
- 10. Oktober: Frankreich erklärt dem römisch-deutschen Kaiser Karl VI. und Russland wegen des polnischen Thronfolgestreits den Krieg. Die Kriegshandlungen finden hauptsächlich entlang der Rhein-Grenze statt.

#### Weitere Ereignisse in Europa
- 7. November: Jacques I. dankt offiziell zu Gunsten seines dreizehnjährigen Sohnes Honoré III. als Fürst von Monaco ab. Beide befinden sich zu diesem Zeitpunkt am französischen Hof in Versailles. Die Regentschaft im Fürstentum führt wie schon seit dem Vorjahr Honorés Onkel Antoine Grimaldi.

#### Europäische Kolonien in Nordamerika und der Karibik
- 13. Juni: Die Französische Westindien-Kompanie verkauft Saint Croix an die Dänische Westindien-Kompanie. Die Karibikinsel wird damit Teil von Dänisch-Westindien. Mit Zuckerrohranbau und Sklavenhandel erzielt die Gesellschaft Einnahmen.

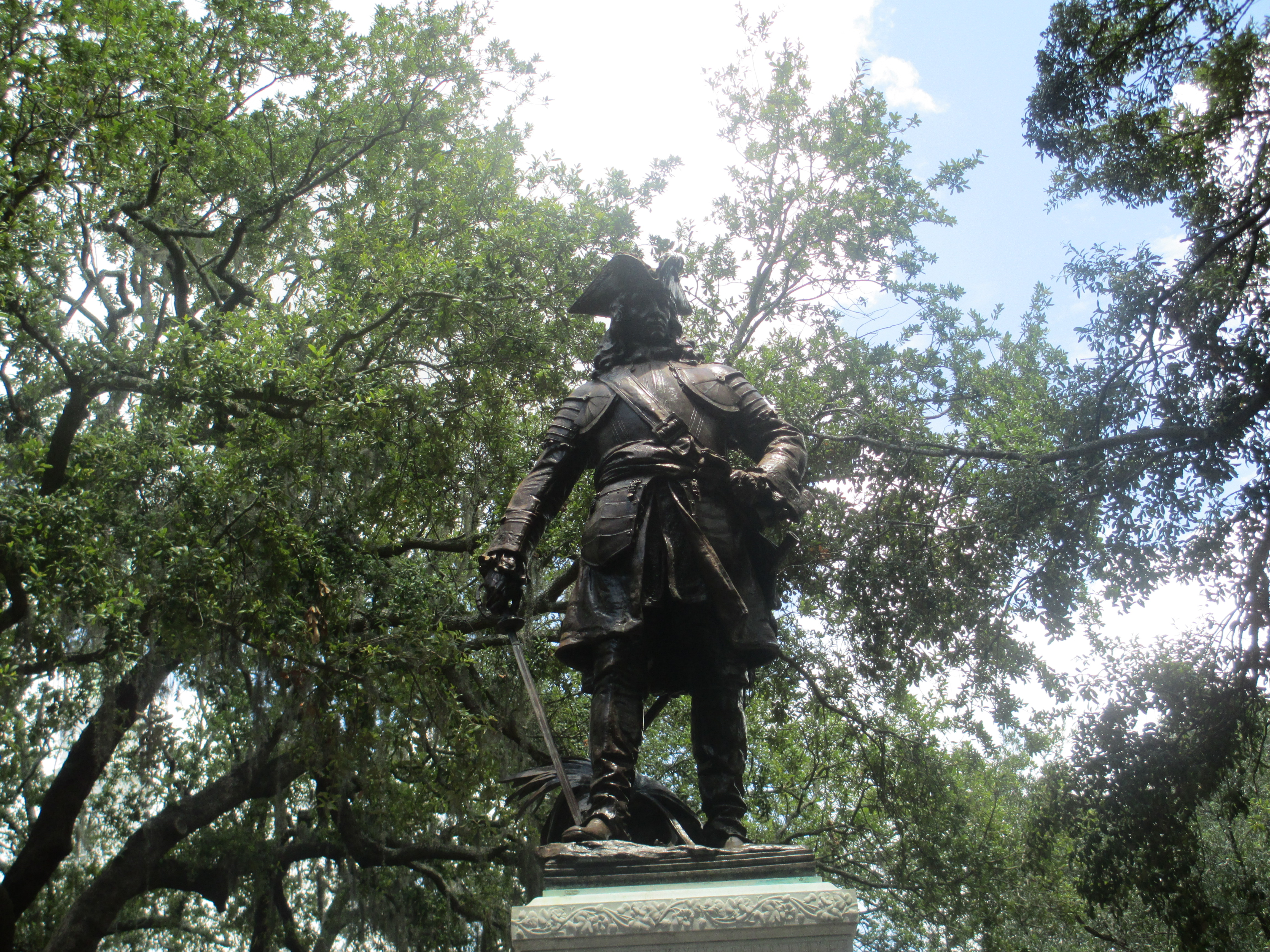
Die Oglethorpe-Statue in Savannah

- James Oglethorpe, Gouverneur der von ihm gegründeten Kolonie Georgia, erreicht mit 114 Kolonisten Yamacraw Bluff und gründet die Stadt Savannah am gleichnamigen Fluss.

#### Asien
Thai Sa, Herrscher des siamesischen Königreiches von Ayutthaya, stirbt. Da er nicht wie erwartet den Uparat, seinen Bruder Phon, sondern seinen Sohn Aphai zum Nachfolger bestimmt, kommt es zum Siamesischen Bürgerkrieg 1733, in dem Phon den Prinzen Aphai und alle anderen potentiellen Thronkandidaten besiegt und tötet. Er besteigt schließlich unter dem Namen Borommakot den Thron.

### Wirtschaft

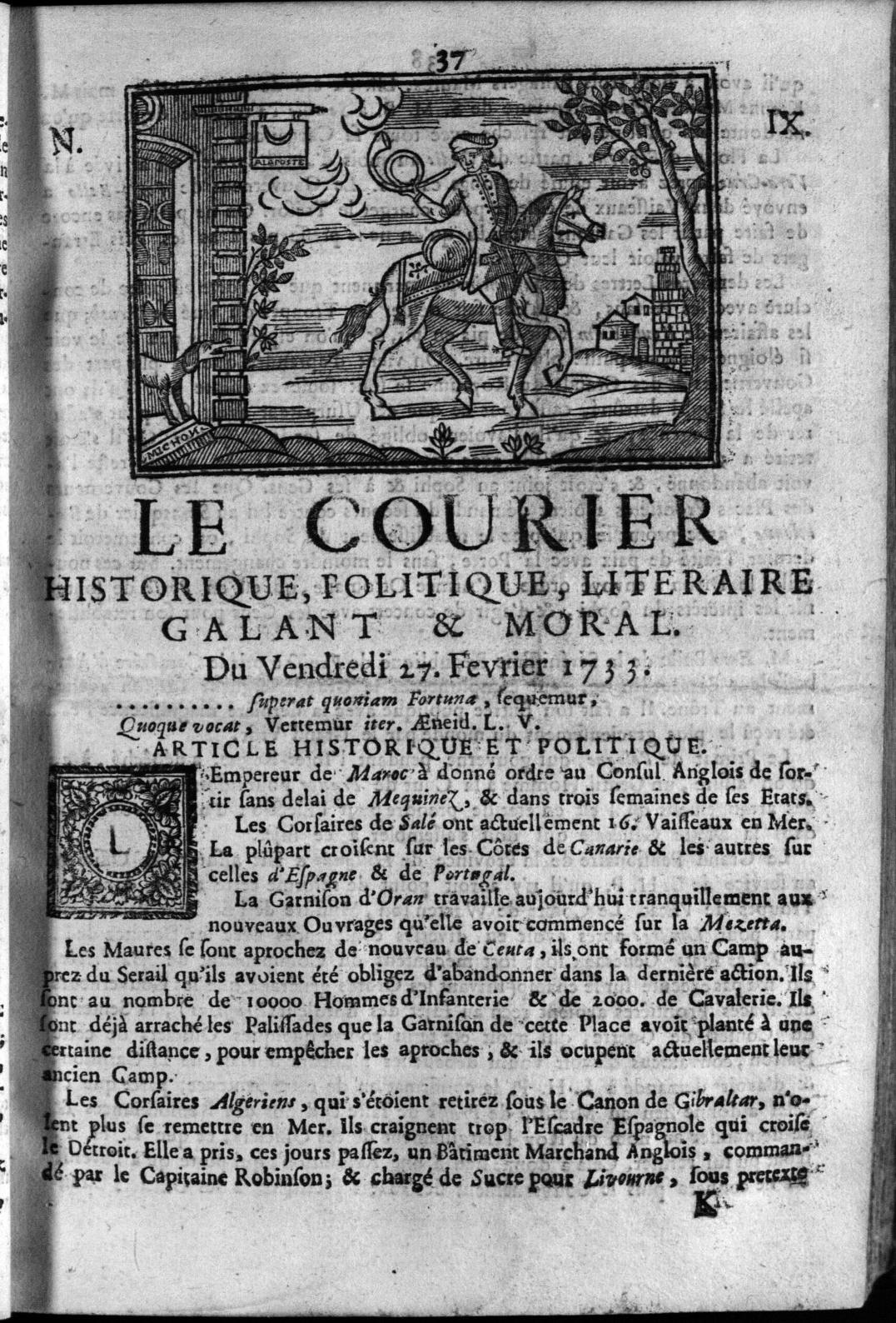
Titelblatt der neunten Ausgabe von 1733

- 2. Januar: François Morénas gründet in der päpstlichen Enklave Avignon die Zeitung Le Courier historique, politique, galant et moral und bringt sie zunächst zweiwöchentlich heraus. Bereits Ende des Jahres erweist sie sich als großer finanzieller Erfolg.
- Das britische Parlament beschließt den Molasses Act, mit dem Zölle auf Melasse festgelegt werden. Das Gesetz zeitigt kaum Wirkung, da es durch massiven Schmuggel umgangen wird.
- John Kay erhält ein Patent auf das Flying Shuttle für Webmaschinen.

### Wissenschaft und Technik
- Februar/April: Unter dem Befehl von Martin Spangberg und Vitus Bering machen sich die ersten beiden Abteilungen der Zweiten Kamtschatkaexpedition von Sankt Petersburg Richtung Osten auf den Weg. Eine weitere Gruppe folgt am 19. August. Sie soll im Auftrag von Zarin Anna Sibirien erforschen, die nördlichen Küsten des Russischen Reiches vermessen und Seewege vom ostsibirischen Ochotsk nach Nordamerika und Japan erkunden.
- Charles du Fay unterscheidet nach seinen Untersuchungen zur Elektrizität zwei Sorten elektrischer Ladungen.
- Es gelingt Chester Moor Hall, durch die Kombination einer Kron- und Flintglaslinse zur Vermeidung der chromatischen Aberration den ersten Achromaten zu bauen.

### Kultur

#### Musik und Theater

##### Georg Friedrich Händel und dieOpera of the Nobility

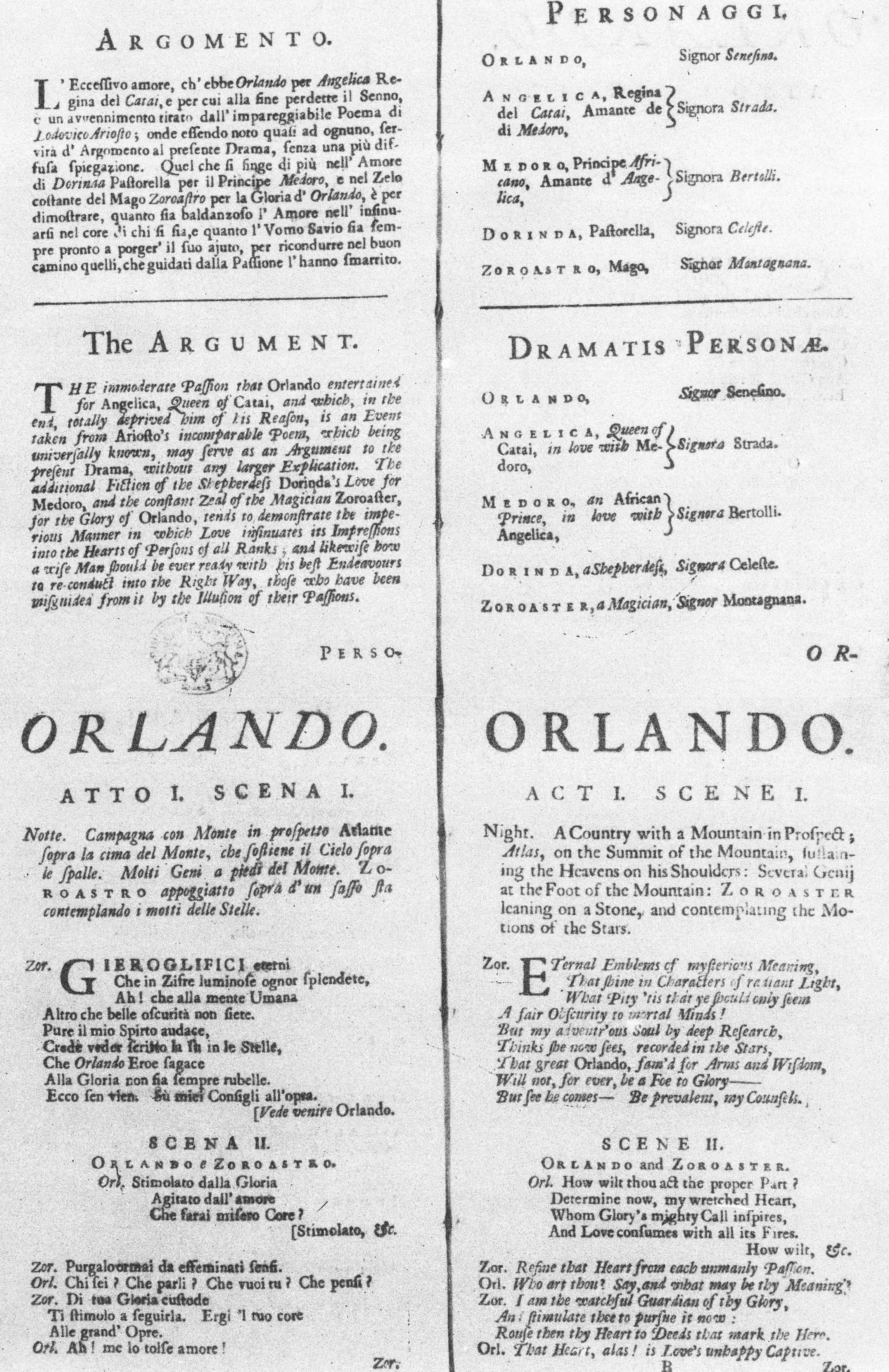
Argomento der Erstaufführung von Orlando

- 27. Januar: Georg Friedrich Händels Oper Orlando hat ihre Uraufführung am King’s Theatre am Haymarket in London. Das Libretto, dessen Urheber unbekannt ist, basiert auf dem Epos Orlando furioso von Ludovico Ariosto. Die Hauptrollen singen Senesino, Anna Maria Strada, Francesca Bertolli und Antonio Montagnana. Das Werk ist ein Erfolg, wird aber nach zehn Aufführungen abgesetzt und bis ins 20. Jahrhundert nicht mehr gespielt.
- 21. Februar: Das Oratorium Deborah von Georg Friedrich Händel mit einem Libretto von Samuel Humphreys hat ihre Uraufführung am King’s Theatre am Haymarket in London. Das Werk ist beim Publikum beliebt, jedoch finanziell nur mäßig erfolgreich.
- 15. Juni: Mit Billigung des britischen Kronprinzen Friedrich Ludwig von Hannover treffen sich mehrere adlige Herren, um in offener Opposition zu Händel eine neue Operntruppe, die sogenannte Opera of the Nobility, zu gründen, deren künstlerische Leitung Nicola Antonio Porpora übernimmt. Friedrich trägt damit den politischen Streit mit seinem Vater George II., einem Unterstützer Händels, in die Londoner Musikszene. Ein großer Teil von Händels Sängern, unter ihnen Senesino, Antonio Montagnana, Francesca Bertolli und Celeste Gismondi, schließen sich der neuen Operntruppe an, nur Anna Maria Strada hält ihm die Treue.
- 10. Juli: Die Uraufführung des Oratoriums Athalia von Georg Friedrich Händel findet am Sheldonian Theatre in Oxford statt. Das Libretto stammt von Samuel Humphreys. Es ist inspiriert von der Tragödie Athalie, die Jean Racine 1691 gedichtet hat.
- 30. Oktober: Georg Friedrich Händels Bearbeitung von Leonardo Vincis Oper Semiramide riconosciuta auf das Libretto von Pietro Metastasio wird am King’s Theatre am Londoner Haymarket uraufgeführt. Das Pasticcio, das Händel mit einer nahezu völlig neuen Besetzung aufführen muss, wird ein Flop.
- 4. Dezember: Auch Caio Fabbricio, Händels auf Johann Adolf Hasses gleichnamiger Oper basierendem zweiten Pasticcio, ist kein Erfolg beschieden. Giovanni Carestini und Anna Maria Strada singen die Hauptrollen bei der Uraufführung am King’s Theatre.
- 29. Dezember: Die Opera of the Nobility eröffnet ihre Saison am Lincoln’s Inn Fields Theatre mit der Oper Arianna in Nasso von Nicola Antonio Porpora auf das Libretto von Paolo Antonio Rolli.

##### Johann Sebastian Bach in Leipzig
- 15. Februar bis 2. Juli: Aus Landestrauer nach dem Tod von Kurfürst Friedrich August I. darf im gesamten Kurfürstentum Sachsen keine Musik aufgeführt werden. Johann Sebastian Bach komponiert in dieser Zeit die Missa in h-Moll, mit der er sich bei Friedrich August II. um den Titel Compositeur bei der Hof Capelle bewirbt.

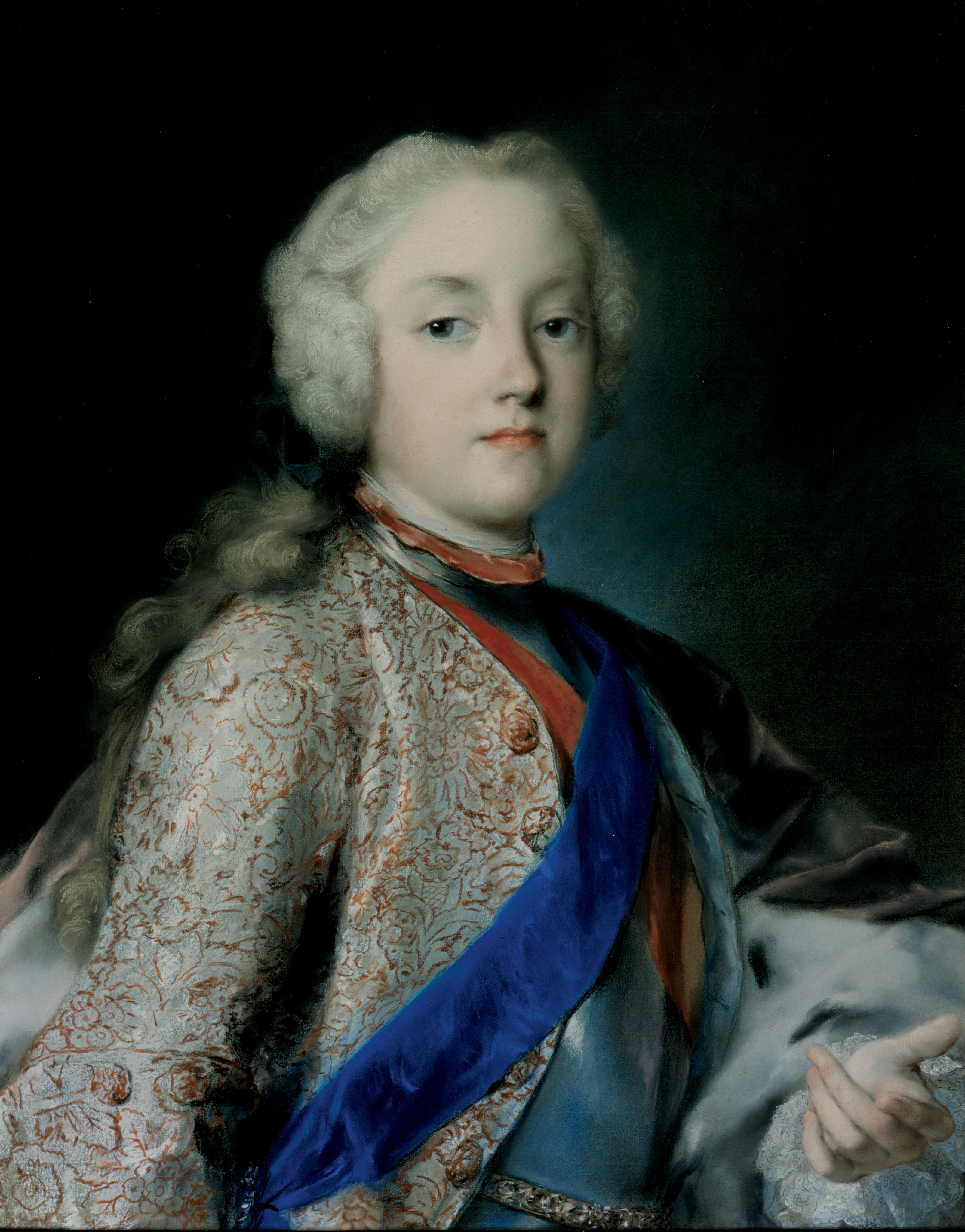
Kurprinz Friedrich Christian

- 5. September: Anlässlich das Geburtstages von Kurprinz Friedrich Christian leitet Johann Sebastian Bach die Uraufführung seiner Kantate Laßt uns sorgen, laßt uns wachen in Leipzig.

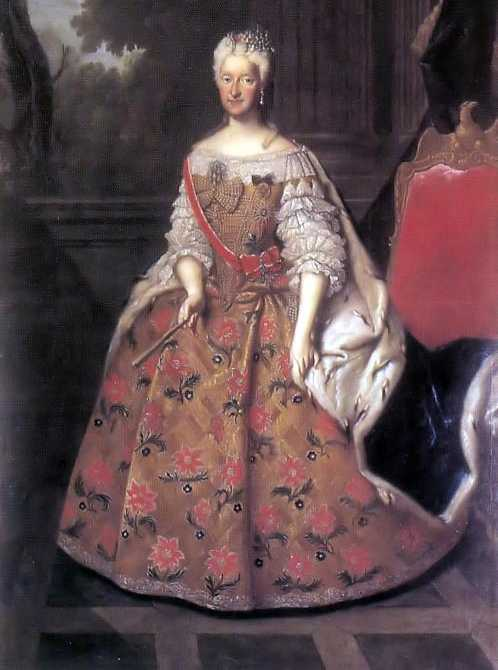
Maria Josepha von Österreich

- 8. Dezember: Johann Sebastian Bachs Kantate Tönet, ihr Pauken! Erschallet, Trompeten! wird als Glückwunschkantate anlässlich des Geburtstags der Maria Josepha, Kurfürstin von Sachsen und Königin von Polen, mit dem Untertitel Dramma per musica in Leipzig uraufgeführt.

##### Weitere Uraufführungen in Europa
- 27. Januar: Die Uraufführung der Oper Sancio Panza governatore dell'isola Barattaria von Antonio Caldara findet am Teatrino di corte in Wien statt.
- 12. März: Giuseppe riconosciuto, das Libretto zu einer azione sacra in zwei Teilen von Pietro Metastasio wird in der Vertonung von Giuseppe Porsile in der Hofburgkapelle in Wien erstmals uraufgeführt. Charles Burney zufolge bezeichnet Johann Adolph Hasse die Musik dieses Werks als die beste, die er je gehört hat.
- 28. August: Die Uraufführung der Opera buffa La serva padrona (Die Magd als Herrin) von Giovanni Battista Pergolesi erfolgt am Teatro San Bartolomeo in Neapel. Das Libretto stammt von Gennaro Antonio Federico. Das Werk ist ursprünglich als komisches Intermezzo zwischen die Akte der Opera seria Il prigioner superbo desselben Komponisten eingelegt.
- 1. Oktober: Jean-Philippe Rameaus erste Oper Hippolyte et Aricie hat ihre Uraufführung an der Académie royale de musique in Paris. Das Libretto stammt von Abbé Simon-Joseph Pellegrin. Das Publikum der Uraufführung ist zweigeteilt in die konservativen Lullysten, welche die Musik von Rameau für zu modern halten, weil sie nicht der Tradition von Jean-Baptiste Lully entspricht, und die sogenannten Ramisten, die Rameaus Vertonung als fantastisch empfinden.
- 4. November: In der Vertonung von Antonio Caldara wird Pietro Metastasios Libretto Demofoonte anlässlich des Namenstages von Kaiser Karl VI. in Wien erstmals aufgeführt.
- 14. November: Im Teatro Sant’Angelo in Venedig findet die Uraufführung der Oper Motezuma von Antonio Vivaldi statt. Es bleibt die einzige nachgewiesene Aufführung. Schon zu Lebzeiten des Komponisten gilt das Werk mit dem Libretto von Girolamo Alvise Giusti als verschollen.

##### Sonstiges
- In Valencia wird die Muixeranga erstmals urkundlich erwähnt. In diesem Jahr wird in der Stadtchronik ein Betrag erwähnt, der den Dolçaina-Spielern für ihre Beteiligung am Fest gewährt wird.

### Religion

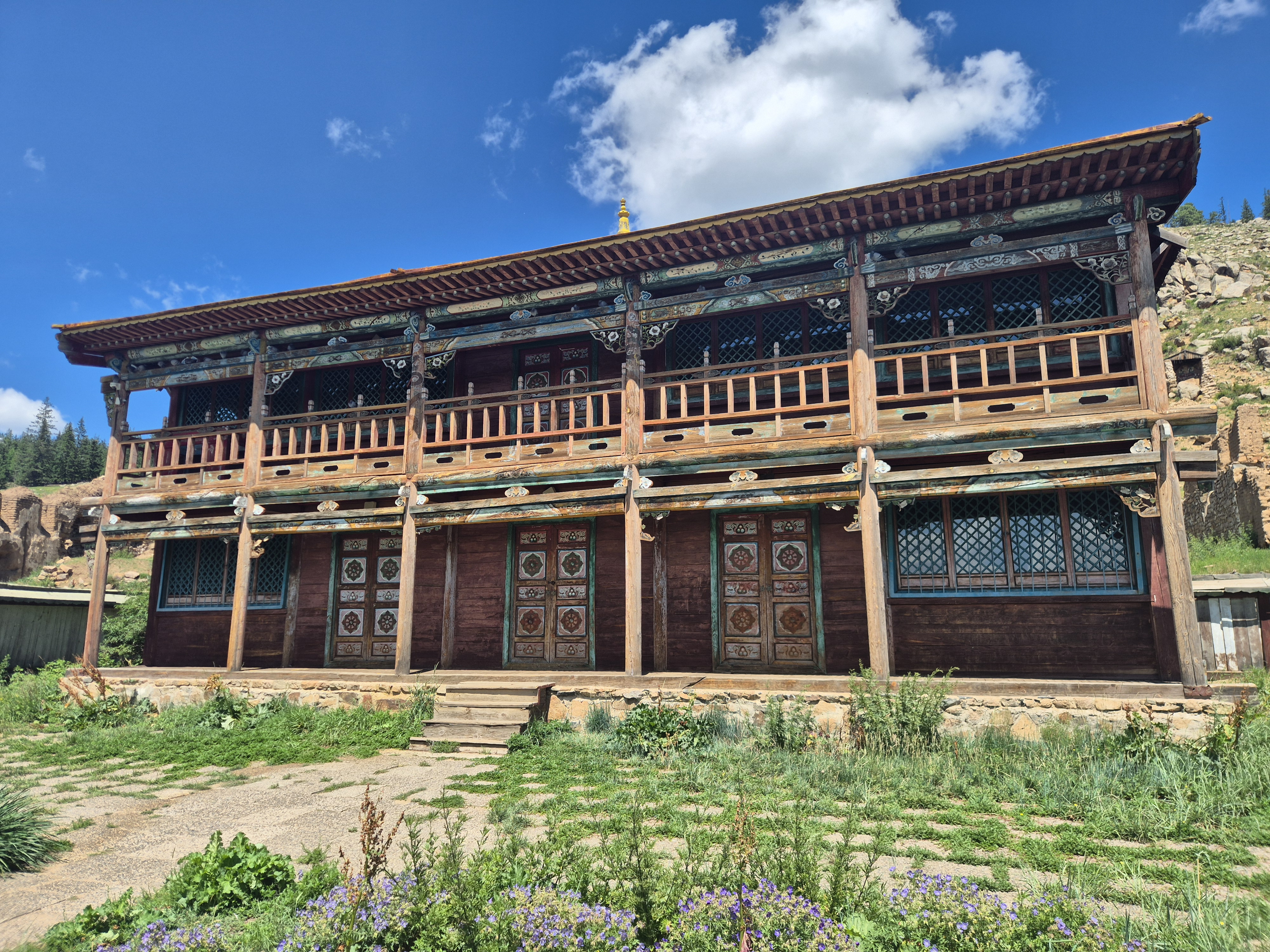
Das Hauptgebäude des Klosters

- Das buddhistische Kloster Mandschir Chiid in Dsuunmod an der Südseite des Gebirges Bogd Khan Uul in der Mongolei wird gegründet.

### Katastrophen
- 15. Juli: Der Untergang der spanischen Silberflotte vor den heutigen Florida Keys ist eines der schwersten Schiffsunglücke des 18. Jahrhunderts.

Zeichnung des gebrochenen Dammes nach dem Schadensfall

- 26. Dezember: Beim Bruch des neu errichteten Damms am Unteren Schalker Teich bei Schulenberg im Oberharz und der darauf folgenden Flutwelle kommen sieben Menschen ums Leben.

## Geboren

### Januar bis April
- 01. Januar: Johann Georg Purmann, deutscher Pädagoge († 1813)
- 06. Januar: Honorat Goehl, deutscher römisch-katholischer Geistlicher († 1802)
- 17. Januar: Thomas Linley, englischer Musiker und Bühnenkomponist († 1795)
- 14. Januar: Alexander Sergejewitsch Stroganow, russischer Politiker, Großgrundbesitzer und Kunstsammler († 1811)
- 18. Januar: Engelbert Klüpfel, deutscher römisch-katholischer Theologe († 1811)
- 20. Januar: Johann Friedrich Rehkopf, deutscher Geistlicher und Hochschullehrer († 1789)
- 22. Januar: Philipp Carteret, englischer Seefahrer und Entdecker († 1796)
- 24. Januar: Benjamin Lincoln, amerikanischer General im Unabhängigkeitskrieg († 1810)
- 27. Januar: Joseph Adam von Arco, Weihbischof in Passau, Bischof von Königgrätz und Fürstbischof von Seckau († 1802)
- 06. Februar: James Duane, Delegierter des Staates New York im Kontinentalkongress († 1797)
- 07. Februar: Johann Ferdinand Hetzendorf von Hohenberg, österreichischer Architekt († 1816)
- 19. Februar: Daniel Solander, schwedischer Botaniker († 1782)
- 20. Februar: Ahasverus van den Berg, niederländischer reformierter Theologe und Dichter († 1807)
- 25. Februar: Wilhelm René de l’Homme de Courbière, preußischer General († 1811)
- 26. Februar: Christoph Daniel Prätorius, deutscher Jurist und Pädagoge († 1810)
- 28. Februar: Roman Anton Boos, deutscher Bildhauer († 1810)
- 05. März: Teruya Kanga Sakugawa, japanischer Meister der okinawanischen Kampfkünste († 1815)
- 07. März: Richard Law, US-amerikanischer Jurist und Politiker († 1806)
- 13. März: Johann Zoffany, britischer Maler deutscher Herkunft († 1810)
- 17. März: Carsten Niebuhr, deutsch-dänischer Forschungsreisender († 1815)
- 18. März: Franz Joseph Bergmüller, deutscher Kunstschreiner († 1796)
- 18. März: Friedrich Nicolai, deutscher Schriftsteller und Verleger († 1811)

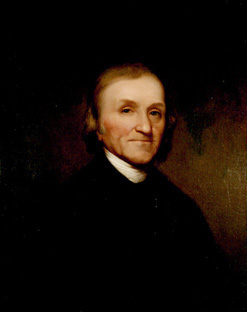
Joseph Priestley

- 24. März: Joseph Priestley, britischer Chemiker († 1804)
- 02. April: Giacomo Tritto, italienischer Komponist und Musiklehrer († 1824)
- 11. April: Étienne d’Arnal, französischer Geistlicher, Ingenieur und Erfinder († 1801)
- 24. April: Albert Philipp Frick, deutscher Jurist und Hochschullehrer († 1798)
- 27. April: Joseph Gottlieb Kölreuter, deutscher Botaniker und Professor für Naturgeschichte sowie Direktor der Hofgärten in Karlsruhe († 1806)
- 28. April: Wilhelm Ferdinand Lipper, deutscher Architekt († 1800)
- 29. April: Pedro Melo de Portugal y Villena, spanischer Offizier und Kolonialverwalter, Vizekönig des Río de la Plata († 1797)

### Mai bis August
- 04. Mai: Jean-Charles de Borda, französischer Mathematiker und Seemann († 1799)
- 08. Mai: Franz Ignaz Michael Neumann, deutscher Ingenieur, Architekt und Baumeister († 1785)
- 28. Mai: Cornelius Hermann von Ayrenhoff, österreichischer Offizier und Autor († 1819)
- 29. Mai: Giovanni Battista Kardinal Caprara, Erzbischof von Mailand, Apostolischer Nuntius in Köln, Kardinallegat in Paris und Exekutor des französischen Konkordats von 1801 († 1810)
- 29. Mai: Franz Edmund Weirotter, österreichischer Maler und Radierer († 1771)
- 06. Juni: Lorenz Pasch der Jüngere, schwedischer Maler († 1805)
- 12. Juni: Alessandro Longhi, venezianischer Porträtmaler († 1813)
- 12. Juni: Maruyama Ōkyo, japanischer Maler († 1795)
- 13. Juni: Johann Jakob Hemmer, deutscher Meteorologe, Physiker und Sprachforscher († 1790)
- 20. Juni: Betty Washington, britisch-amerikanische Kolonistin, Schwester George Washingtons († 1797)
- 24. Juni: Johann Ernst Basilius Wiedeburg, deutscher Physiker, Astronom und Mathematiker († 1789)
- 12. Juli: Johann Ferdinand Feige der Ältere, deutscher Bildhauer († 1783)
- 13. Juli: Karl von Sachsen, Herzog von Kurland und Semgallen († 1796)
- 26. Juli: Johann Matthias Schröckh, österreichischer Historiker und Literaturwissenschaftler († 1808)
- 06. August: Gian Alfonso Oldelli, Schweizer Kapuziner, Hochschullehrer und Heimatforscher († 1821)
- August: Johann Gottfried Malleck, österreichischer Orgelbauer († 1798)

### September bis Dezember
- 02. September: Friedrich Wolfgang Reiz, deutscher Altphilologe († 1790)

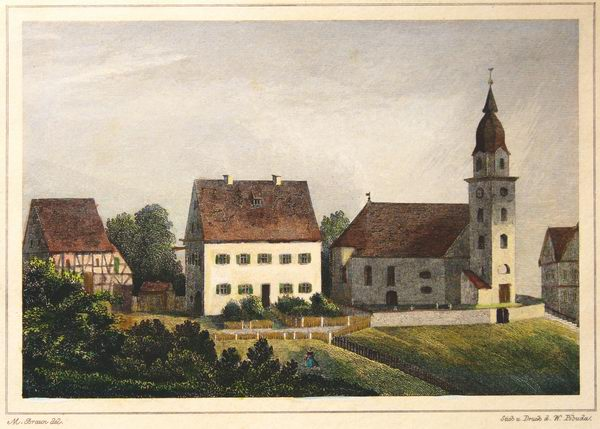
Christoph Martin Wielands Geburtshaus in Oberholzheim

- 05. September: Christoph Martin Wieland, deutscher Dichter, Übersetzer und Herausgeber († 1813)
- 18. September: George Read, US-amerikanischer Politiker, Unterzeichner der Unabhängigkeitserklärung († 1798)
- 22. September (getauft): Anton Fils, deutscher Komponist († 1760)
- 24. September: Francisco Gil de Taboada y Lemos, spanischer Offizier, Kolonialverwalter und Vizekönig von Neugranada und Peru († 1810)
- 14. Oktober: Charles Joseph de Croix, österreichischer Feldmarschall († 1798)
- 15. Oktober: Christiane Sophie Charlotte von Brandenburg-Kulmbach, Herzogin von Sachsen-Hildburghausen († 1757)
- 16. Oktober: Josias II., Graf von Waldeck-Bergheim († 1788)
- 19. Oktober: Johann Friedrich Hennert, deutscher Mathematiker und Astronom († 1813)
- 20. Oktober: Adam Naruszewicz, polnischer Dichter, Historiograph, Jesuit und Bischof († 1796)
- 22. Oktober: Johann George von Schütz, preußischer Beamter († 1809)
- 24. Oktober: Georg Friedrich Seiler, deutscher Theologe und Hochschullehrer († 1807)
- 05. November: Christian Ludwig August von Arnswaldt, kurfürstlich-braunschweig-lüneburgischer Politiker († 1815)
- 05. November: Michail Cheraskow, russischer Dichter und Schriftsteller († 1807)
- 13. November: Franz Xaver Hochbichler, österreichischer römisch-katholischer Geistlicher († 1825)
- 18. November: Jean Claude Eléonore Le Michaud d’Arçon, französischer General und Ingenieur († 1800)
- 20. November: Philip Schuyler, General der Kontinentalarmee im Amerikanischen Unabhängigkeitskrieg und Senator für den Bundesstaat New York († 1804)
- 03. Dezember: Joseph Brown, US-amerikanischer Astronom und Professor an der Brown University († 1785)
- 03. Dezember: Robert Goldsborough, Delegierter von Maryland im Kontinentalkongress († 1788)
- 07. Dezember: Elizabeth Campbell, 1. Baroness Hamilton of Hameldon, britische Aristokratin und Oberhofdame der Queen Consort Sophie Charlotte von Irland, Großbritannien und Hannover († 1790)
- 09. Dezember: Sebastian Friedrich Trescho, deutscher evangelischer Theologe († 1804)
- 11. Dezember: Leopoldine von Sternberg, Fürstin von und zu Liechtenstein († 1809)
- 12. Dezember: Christian Friedrich Schwan, deutscher Verleger und Buchhändler († 1815)
- 26. Dezember: Volkmar Daniel Spörl, deutscher evangelischer Theologe († 1807)

### Genaues Geburtsdatum unbekannt
- Anna Lucia De Amicis, italienische Sopranistin († 1816)
- Luo Ping, chinesischer Maler († 1799)

### Geboren um 1733
- 1732/33: Joseph von Sonnenfels, österreichischer Schriftsteller und Verwaltungsreformer († 1817)

## Gestorben

### Erstes Quartal
- 03. Januar: Cyriak Blödner, württembergischer Ingenieur, Offizier und Kartograf (* 1672)
- 13. Januar: Alexander von der Schulenburg, kurfürstlich braunschweig-lüneburgischer Generalleutnant und Gouverneur von Celle sowie Besitzer eines Teils des Rittergutes Altenhausen (* 1662)
- 13. Januar: Anton Sepp, Tiroler Jesuitenmissionar in der Jesuitenprovinz Paraguay (* 1655)
- 17. Januar: George Byng, 1. Viscount Torrington, britischer Admiral (* 1663)
- 22. Januar: Thomas Herbert, 8. Earl of Pembroke, britischer Politiker (* um 1656)
- 23. Januar: Hermann Friedrich von Hohenzollern-Hechingen, kaiserlicher Generalfeldmarschall (* 1665)
- Januar: Thai Sa, Herrscher des siamesischen Königreichs von Ayutthaya (* 1679)
- 01. Februar: August der Starke, Kurfürst von Sachsen, König von Polen und Großfürst von Litauen (* 1670)
- 06. Februar: Luise Raugräfin zu Pfalz, Halbschwester der Liselotte von der Pfalz (* 1661)
- 17. Februar: Richard Everard, 4. Baronet, britischer Kolonialgouverneur von North Carolina (* 1683)
- 18. Februar: Lambert Friedrich Corfey, deutscher Architekt und Militäringenieur (* 1668)
- 26. Februar: Johann Adam Birckenstock, deutscher Violinist und Komponist (* 1687)
- 28. Februar: Ignaz Waibl, Tiroler Holzbildhauer und -schnitzer (* 1661)
- 03. März: Yves d’Alègre, Titularprinz von Orange, Marquis de Tourzel und Herr von Montague, Saint-Flour-le-Chatel, von Aurouze und Aubusson, Graf von Flageac sowie Marschall von Frankreich (* 1653)
- 04. März: Claude de Forbin, französischer Admiral und Diplomat, Gouverneur von Bangkok und General der siamesischen Armee (* 1656)

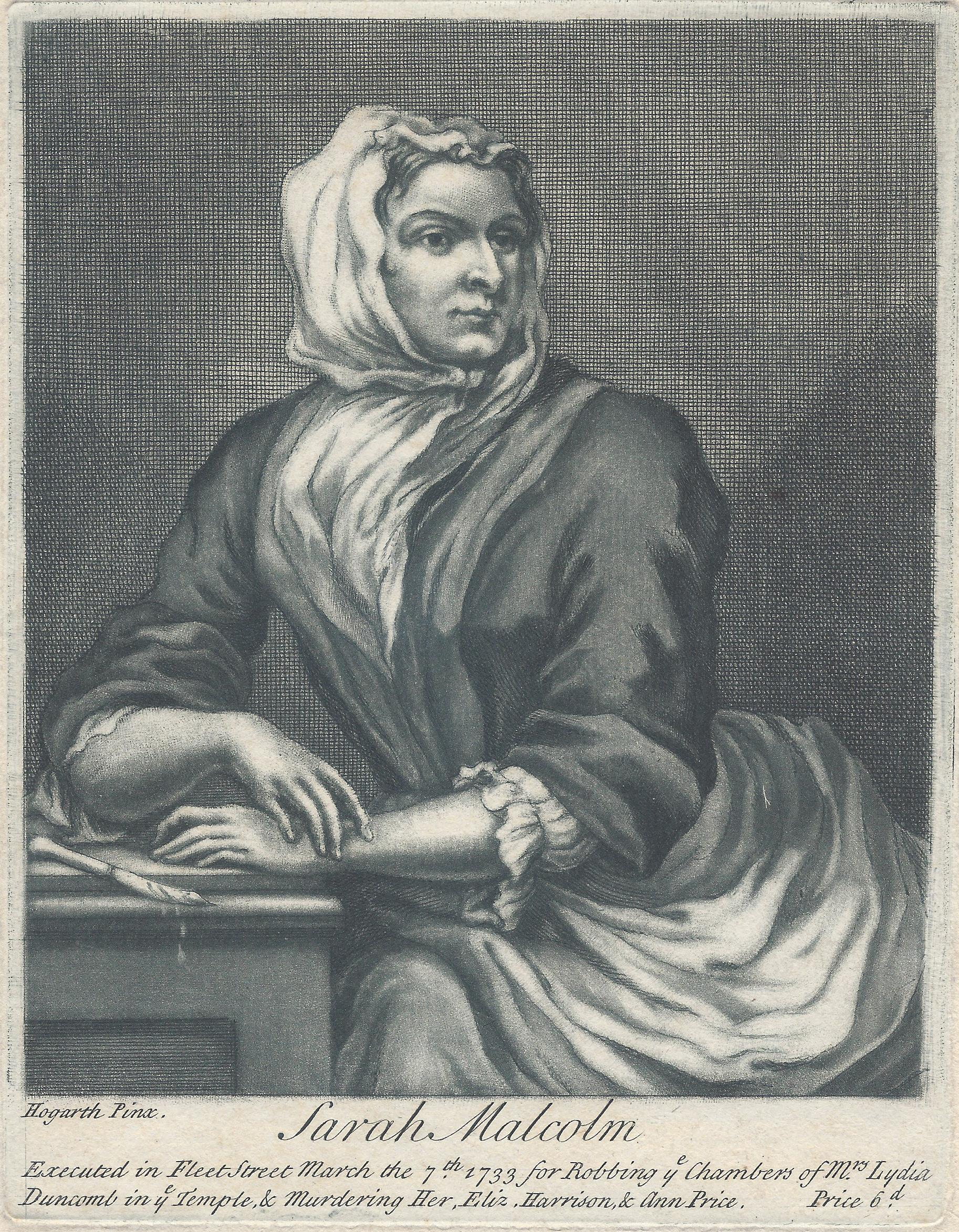
Sarah Malcolm mit Messer nach William Hogarth

- 07. März: Sarah Malcolm, irische Raubmörderin (* 1710)
- 13. März: Charlotte Aïssé, kaukasisch-französische Literatin (* 1694)
- 15. März: Daniel Nebel, deutscher Mediziner, Apotheker und Botaniker (* 1664)
- 30. März: Paris Francesco Alghisi, italienischer Komponist, Organist und Kapellmeister (* 1666)

### Zweites Quartal
- 03. April: Wenzel Render, Olmützer Steinmetzmeister und kaiserlich privilegierter Architekt (* 1669)
- 05. April: Johann Heinrich Orth, Bürgermeister von Heilbronn (* 1653)
- 10. April: Daniel Joseph Mayer von Mayern, Erzbischof von Prag (* 1656)
- 12. April: Christian Meltzer, deutscher Pfarrer und Chronist des Erzgebirges (* 1655)
- 14. April: Ippolito Desideri, italienischer Jesuit (* 1684)
- 14. April: Marguerite Périer, französische Nonne (* 1646)
- 18. April: Lothar Franz Walter, österreichischer Orgelbauer (* um 1656)
- 19. April: Elizabeth Douglas-Hamilton, Countess of Orkney, englische Adelige und Mätresse König Williams III. (* um 1657)
- 01. Mai: Nicolas Coustou, französischer Bildhauer (* 1658)
- 05. Mai: Johann Baptist von Roll, Komtur des Deutschen Ordens (* 1683)
- 08. Mai: Bernard Picart, französischer Kupferstecher und Buchillustrator (* 1673)
- 10. Mai: Jacob August Franckenstein, sächsischer Enzyklopädist, Professor und Redakteur (* 1689)
- 14. Mai: Kost Hordijenko, Ataman der Saporoger Kosaken
- 18. Mai: Georg Böhm, deutscher Komponist (* 1661)
- 22. Mai: Jacques Bazin de Bezons, marquis de Bezons, Marschall von Frankreich und Gouverneur von Cambrai, Staatsrat und Intendant des Languedoc (* 1646)
- 02. Juni: Christian Petzold, deutscher Organist und Komponist (* 1677)
- 02. Juni: Johann Adam Wratislaw von Mitrowitz, Bischof von Königgrätz und von Leitmeritz sowie ernannter Erzbischof von Prag (* 1677)
- 06. Juni: Martin Bernigeroth, deutscher Kupferstecher (* 1670)
- 14. Juni: Katharina Iwanowna, Herzogin von Mecklenburg-Schwerin (* 1691)
- 23. Juni: Johann Jakob Scheuchzer, Schweizer Arzt und Naturforscher (* 1672)
- 29. Juni: Johann Heinrich Mylius der Jüngere, deutscher Rechtswissenschaftler (* 1710)

### Drittes Quartal
- 10. Juli: Franziska Sibylla Augusta von Sachsen-Lauenburg, Regentin der Markgrafschaft Baden-Baden (* 1675)
- 12. Juli: Anne-Thérèse de Marguenat de Courcelles, französische Schriftstellerin und Salonnière (* 1647)
- 20. Juli: Johann Christian Joseph, Pfalzgraf und Herzog von Pfalz-Sulzbach sowie Markgraf von Bergen op Zoom, Erbprinz der Kurpfalz (* 1700)
- 29. Juli: Georg Friedrich Pancug, Bürgermeister von Heilbronn (* 1653)
- Juli: Jan van Huchtenburgh, niederländischer Maler, Radierer und Zeichner, Verleger und Kunsthändler (* 1647)
- 14. August: William Houstoun, britischer Arzt und Botaniker (* 1695/1703/1704)
- 24. August: Pierre-Étienne Monnot, französischer Bildhauer (* 1657)
- 24. August: Jean-Baptiste Moreau, französischer Komponist (* 1656)
- August: Pieter van der Aa, niederländischer Buchdrucker, Verleger, Buchhändler und Kupferstecher (* 1659)
- 11. September: François Couperin, französischer Organist und Komponist (* 1668)
- 14. September: Johann Rigalia der Jüngere, Graubündner Maurermeister im Dienst des Hochstifts Eichstätt (* um 1697)
- 26. September: Adolf Lefèvre, Jurist und Ratsherr der Hansestadt Lübeck (* 1669)

### Viertes Quartal
- 06. Oktober: Baldassare Fontana, Tessiner Bildhauer, Stuckateur und Architekt (* 1661)
- 11. Oktober: Christoph I. zu Dohna-Schlodien, brandenburgisch-preußischer General und Diplomat (* 1665)
- 14. Oktober: Pietro Pariati, italienischer Dichter und Librettist (* 1665)
- 16. Oktober: Thomas Haresleben, österreichischer Steinmetzmeister und Bildhauer, Dombaumeister zu St. Stephan, Obervorsteher der Wiener Bauhütte (* 1673)
- 20. Oktober: Pierre Dandrieu, französischer Priester, Organist und Komponist (* 1664)
- 23. Oktober: Francisco Fernández de la Cueva Enríquez, spanischer Kolonialverwalter, Vizekönig von Neuspanien (* 1666)
- 24. Oktober: Henrietta Churchill, 2. Duchess of Marlborough, britische Adelige (* 1681)
- 26. Oktober: Antonio Veracini, italienischer Violinist und Komponist (* 1659)
- 31. Oktober: Eberhard Ludwig, Herzog von Württemberg, Reichsgeneralfeldmarschall des Heiligen Römischen Reiches (* 1676)
- 11. November: Gabriel Cano de Aponte, spanischer Offizier, Gouverneur von Chile (* 1665)
- 15. November: Ludwig Christian Crell, deutscher Philosoph (* 1671)
- 23. November: Michelangelo Faggioli, italienischer Jurist und Komponist (* 1666)
- 28. November: Kaspar Achatius Beck, deutscher Jurist (* 1685)
- 02. Dezember: Gerard Hoet, niederländischer Maler (* 1648)
- 04. Dezember: Wolfgang Philipp von und zu Guttenberg, deutscher Malteserritter (* 1647)
- 12. Dezember: Anton III., Graf zu Tettnang und Langenargen (* 1670)
- 18. Dezember: Gaetano Casanova, italienischer Tänzer und Schauspieler, mutmaßlicher Vater Giacomo Casanovas (* 1697)
- 22. Dezember: Johann Georg Becht, Bürgermeister von Heilbronn (* 1661)
- 26. Dezember: Paul Ignaz Bayer, böhmischer Architekt und Baumeister (* 1656)

### Genaues Todesdatum unbekannt
- Iwan Fjodorow, russischer Seefahrer und Entdecker
- Manuel de Santo António, Bischof von Malakka und Gouverneur von Portugiesisch-Timor (* 1660)
- Francesco Paolo Masullo, italienischer Sänger und Kapellmeister (* 1679)